# VDSZ
A Magyar Vegyipari, Energiaipari és Rokon Szakmákban Dolgozók Szakszervezeti Szövetsége (VDSZ) a privát szférában működő legnagyobb ágazati szakszervezet Magyarországon. Több ágazatba tartozó termékek gyártása, forgalmazása területén foglalkoztatott munkavállalókat tömöríti.

## Ágazatai
A VDSZ tagszervezetei az alábbi ágazatokban tevékenykednek: 
- Alumíniumipar
- Gumiipar
- Gyógyszeripar
- Gázipar
- Papíripar
- Vegyipar
- Járműbeszállítók
- Rokon szakmák

## Székhelye
1068 Budapest, Benczúr u. 45. 

## Története
A VDSZ jogelődje 1905. április 16-án alakult meg a Soroksári úti Róth vendéglőben, Magyarországi Vegyészeti Munkások Szövetsége néven. Elfogadták a szervezet alapszabályát, amelyet azonban a hatóság átdolgozásra visszaadott és csak 1906. április 22-én került a belügyminiszter aláírása a dokumentumra, jogilag ekkortól vált hivatalossá a szakszervezet működése. A szakszervezet 1906. október 15-én elindítja szaklapját, a Vegyészeti Munkás-t, amely kétnyelvű volt, négy oldal magyar, négy oldal német nyelven íródott, hiszen sok német ajkú munkás dolgozott ez idő tájt azokon a munkahelyeken, ahol a szervezkedés elindult. A szaklap beindításának nagy jelentősége volt: ez jelentette a kapcsot, az információ áramlását a budapesti és a vidéki üzemek munkásai, csoportjai, szervezetei között. A szervezet működésének kezdeti sikereit jól bizonyítja, hogy megköttettek az első kollektív szerződések, dinamikusan növekedett a tagok száma és a munkáltatók is szükségét érezték annak, hogy ellensúlyként megalakítsák a Vegyészeti Gyárak Egyesületét.
Ezt követően azonban megtorpant a szervezet működése, a sztrájkharcok, a munkabeszüntetések jelzik csak, hogy az üzemekben jelen vannak, és a rendkívül egészségtelen munkakörülmények, az embertelen munkarend ellen küzdenek több-kevesebb sikerrel.
Az I. világháborúban a vegyészeti ipar zöme hadiüzemként működött, s ezért a munkások nem élhettek a munkabeszüntetés fegyverével. Ennek ellenére a szenvedő, elcsigázott munkások érdekében a szakszervezet sikeresen küzdött, létrehozták az un. panaszbizottságokat, amelyekben a munkaadók, munkavállalók képviselői megvitatták a felmerülő vitás kérdéseket, és eredményeket értek el a bértárgyalások során is. Megerősödik a szervezet, újra nő a létszám és hosszabb kihagyás után újra megjelenik a szaklap Vegyipari Munkás címmel.
A Tanácsköztársaságot követő időszak a munkásság elleni intézkedések sorát hozta: leállíttatták a gyárakat, megszüntették a munkanélküliek segélyezését, eltörölték a felmondási időt stb.
Az első világháború lezárása, az Osztrák-Magyar Monarchia felbomlása egy egészen új helyzetet teremtett a vegyiparban is. A vegyipar számos termelő üzeme, az alapanyag bázisai az országhatáron kívülre kerültek. A vegyipari munkásság körében tömeges munkanélküliség alakult ki, mintegy nyolcezren maradtak kenyér nélkül, a dolgozók reálbére radikálisan csökkent. Mindezek a szakszervezet létszámának csökkenését, a működés feltételeinek nehezedését eredményezték. Ennek ellenére a szakszervezet igen fontos célokat tűzött maga elé: felvette a harcot a bérek csökkentése ellen, harcot indított a vegyészeti munkások életének, testi épségének és egészségének védelme érdekében, és aktuális feladatként jelölte meg a munkaidő heti 48 órára való csökkentését. Ennek általánossá válása csak 1939-re valósult meg és ugyancsak ekkortól vált általánossá a fizetett szabadság bevezetése a vegyiparban.
A második világháború időszaka a politikai üldöztetés, a katonai rendelkezések, a szakszervezetek és tisztségviselőik állandó zaklatása a vegyészeti szakszervezet sorvadását, szervezeti bázisainak minimálisra csökkenését eredményezték, 1944 márciusában be is szüntette működését.
A háború alatt a magyar vegyipar közel egyharmada elpusztult. Nagyon sok üzem teljesen megsemmisült. A többi üzemben is majdnem teljesen megbénult a munka, a háborús veszteségek, az emberi életek és az anyagi javak pusztulása, a nyersanyagok és az energia hiánya miatt. A gyors helyreállítás után 1949-ben már 70%-kal termelt többet a vegyipar, mint 1938-ban.
A szakszervezet 1945. február 3-án kimondta újra alakulását, Magyar Vegyipari Munkások Szabad Szakszervezete néven. 1945. november 1-jén újra megjelent a Vegyipari Munkás is. A szakszervezet létszáma 1946 végére 300-ról 45 ezer főre nőtt. A szakszervezet új feladatként tűzte ki a termelés fokozását, a gazdasági anarchia megszüntetését, az életnívó és a kulturális színvonal javítását, az üzemi bizottságok hatáskörének kiterjesztését, a vegyipari munkásság képesítésének elismerését és az egységes iparági szervezettséget.
1948 végétől Vegyipari Dolgozók Szakszervezete (VDSZ) névvel, a 19 iparági szakszervezet egyikeként működött tovább a szakszervezet negyven évig. Az 1952 augusztusában ülésező kongresszus célkitűzésében továbbra is a termelést helyezte középpontba és ebből a szerepéből nem is lépett ki gyakorlatilag a rendszerváltásig. A mennyiségi növekedés, költségcsökkentés, munkaverseny, újító mozgalom került napirendre. A munkavédelmi intézkedések hatékonyabbá tételét szorgalmazták, az érdekvédelem lényegében háttérbe szorult, viszont a dolgozók részéről kedvező volt a fogadtatása az üdültetés kiszélesítésének, megindult a vegyipari szakképzés, a vegyipari mérnökképzés. Széles körű és sikeres szakszervezeti tisztségviselői képzés indult. A vegyipar fejlődése, a technológiák teremtette új veszélyforrások mindinkább előtérbe helyezték a munka- és egészségvédelmet, és a figyelem középpontjába került a környezeti ártalom is.
Az elmúlt több mint száz évben gyakran voltak hullámhegyek és hullámvölgyek, sokszor fenyegetett a megszűnés veszélye. Szakszervezetünk erejét mutatja azonban, hogy mindig talpon tudott maradni, mindig meg tudott újulni. Ebben van az erőnk! 
A VDSZ a rendszerváltás sorsfordító időszakában is ebből a több évtizedes küzdelemből merítette az erőt ahhoz, hogy választ keressen és megoldást találjon az új kihívásokra. Már 1988-ban megfogalmazódott, hogy a „megértő, támogató” szakszervezettől el kell jutnunk a valós szociális partnerségig, és hogy a szakszervezetnek egyetlen fontos feladata van: a munkavállalók érdekeinek védelme és képviselete. Az 1989. októberi kongresszuson, abból kiindulva, hogy „a szövetkezés megsokszorozhatja erőnket, nagyobb esélyt adhat a felszínre került érdekek érvényesítésére” megalakult a Magyar Vegyipari Dolgozók Szakszervezeti Szövetsége (VDSZ). A vegyészek szakszervezete egységben maradt.
A VDSZ a rendszerváltás nagy gazdasági, társadalmi átalakulásának kérdéseiben a munkavállalók érdekeit képviselte szakmaisággal, határozott követelésekkel, lobbizással, ha kellett kompromisszumokkal, de mindig tisztességgel. Munkájának eredményességét bizonyítja, hogy a kollektív szerződések hatályát sikerült fenn tartani, a munkahelyeken a dolgozók 80%-át védte kollektív szerződés, a bártárgyalások eredményeként a dolgozók átlagkeresete hosszú éveken át a nemzetgazdasági skálán a második helyen volt. A VDSZ az üzemi tanácsi választások eredményeként 90%-os támogatottsággal rendelkező, erős, meghatározó szakszervezetté vált. Nagy hangsúlyt helyezett a szolgáltatási tevékenységre: jogi, társadalombiztosítási, foglalkoztatási, foglalkozás-egészségügyi, munkavédelmi, adózási, számítástechnikai kérdésekben segítették a szakértők a tagszervezetek, a szakszervezeti tagok munkáját.  A tisztségviselők szakmai felkészítése, a kedvezményes üdülési lehetőségek, szabadidős tevékenységek és még sorolhatnánk azokat a szolgáltatásokat, amelyek mind a VDSZ tagjainak összetartozását, életminőségének javítását segítették és segítik ma is.
A szövetkezés fontosságát szem előtt tartva az 1997-e kongresszus, a VDSZ rövidítést megtartva, megváltoztatta a szakszervezet nevét: Magyar Vegyipari, Energiaipari és Rokon Szakmákban Dolgozók Szakszervezeti Szövetsége elnevezésre. Lehetőséget adva ezzel azon szervezetek csatlakozására, melyek a VDSZ alapszabályát elfogadják és tevékenységének irányával egyetértenek. 
A VDSZ napjaink egyik legfontosabb kérdésének tartja a szakszervezetek szétaprózottságának a megszüntetését, az összefogást és az együttes fellépést a munkavállalók érdekeinek hatékonyabb védelme érdekében.
A VDSZ az utóbbi években harcosabb, kommunikatívabb szerepet vállal a munkavállalói érdekek képviseletében. Az érdekegyeztetés ellehetetlenítése, a munkavállalói-, szakszervezeti-, sztrájkjog csorbítása, a munkavállalók kiszolgáltatottsága, az igazságtalan adószabályok és még sorolhatnánk azokat az intézkedéseket, amelyek ellen határozottabb, egységes szakszervezeti fellépés szükséges. A VDSZ akciók sorát indította: a magán-nyugdíjpénztári megtakarítások lenyúlása, a korengedményes és a korkedvezményes nyugdíj megszüntetése, az új Munka törvénykönyve, a drága és álságos kormányzati konzultációk stb. ellen szervezett nagy figyelmet keltő akciót. Megszólalt és határozott véleményt mondott minden olyan kérdésben, amely érintette a munkavállalók munka-és életkörülményét, felhasználva a média nyilvánosságát (rádió, tv, írott sajtó), az internet, a közösségi oldalak nyújtotta lehetőségeket. A VDSZ lapja, a Vegyipari Dolgozó  kisebb megszakításokkal 1906 óta jelenik meg.
2019. novemberében öt évre elnöknek választotta Székely Tamást a Magyar Vegyipari, Energiaipari és Rokon Szakmákban Dolgozók Szakszervezeti Szövetségének (VDSZ) tisztújító küldöttértekezlete. Az alelnök Kiss Béla maradt.

## Felépítése
A VDSZ tagszervezetek szövetsége, szakszervezetei hagyományosan munkahelyeken szerveződnek, de az utóbbi években területi szervezeteket is létrehozott és vannak rétegszervezetei is (Nőtagozat, Nyugdíjas Tagozat, Ifjúsági Tagozat, Műszakos Tagozat, Műszaki-értelmiségi Tagozat).
A VDSZ legfőbb képviseleti és döntéshozó szerve az ötévente ülésező kongresszus. Két kongresszus között az Országos Titkári Testület az értékelő, feladat-meghatározó szerv, az elnökség pedig a szövetségi ügyek intézője, koordináló, döntéshozó szerve.
A VDSZ elnöke Székely Tamás, akit az utolsó kongresszuson, 2009-ben választottak meg a küldöttek.
A VDSZ önálló, független, demokratikus, nyitott, alapszabállyal rendelkező érdekképviseleti és érdekvédelmi szervezet, amely elsődleges értéknek tartja a tagszervezetek függetlenségét, az önkéntes együttműködést és szolidaritást.
A VDSZ alapvető értéknek tekinti a békét, a szabadságot, az igazságosságot és a szolidaritást.

## Nemzetközi kapcsolatok
A VDSZ tagja az Európai Ipari Szakszervezeti Szövetségnek (industriALL Europe TU) és az Ipari Szakszervezetek Világszövetségének (IndustriALL-Global Union), továbbá jó kapcsolatokat tart fenn az egyes nemzeti (szlovák, horvát, szlovén, osztrák, norvég, stb.) vegyész szakszervezetekkel. Globális világunkban a globális kihívásokra ezeknek a kapcsolatoknak segítségével keresi a választ és a megoldást a VDSZ.

## Tisztségviselők
- Elnök: Székely Tamás
- Alelnök: Kiss Béla